# El dependiente
El dependiente és una pel·lícula argentina en blanc i negre dirigida per Leonardo Favio sobre el seu propi guió en col·laboració amb Roberto Irigoyen i Zuhair Jorge Jury segons el conte homònim d'aquest últim. Va ser estrenada l'1 de gener de 1969 i els seus principals intèrprets són Walter Vidarte, Graciela Borges, Fernando Iglesias (Tacholas), Nora Cullen, Martín Andrade i José E. Felicetti.
La pel·lícula inclou música de Johann Sebastian Bach, Francisco Canaro i Juan de Dios Filiberto interpretada per Yako Zeller i orquestra.

## Sinopsi
En un petit poble, Fernández, el protagonista, està ocupat en el negoci de venda d'articles de ferreteria de propietat de Don Vila, i somia el que seria quan el seu patró mori, perquè no oblida que una vegada li va prometre, en passar, que algun dia el negoci seria seu. A partir d'aquell moment Fernández, que està enamorat de la senyoreta Plasini (personificada per Graciela Borges), només espera que aquest dia arribi. Mentre Fernández alterna el món masculí de la ferreteria amb el femení de la casa dels Plasini, en la qual només viuen la mare, la filla i un fill ximple, perquè el pare ha mort. Les dones per la seva part posseeixen en igual proporció guanyes de sortir i de quedar-se, temor a quedar-se i temor a l'exterior.

## Repartiment
- Walter Vidarte…Fernández
- Graciela Borges …señorita Plasini
- Fernando Tacholas Iglesias
- Nora Cullen…señora Plasini
- Martín Andrade …Estanislao
- José E. Felicetti…Fernández nen.
- Linda Peretz
- Leonardo Favio…Veu en off
- Edgardo Suárez…Veu en off

## Crítiques
Per Manrupe i Portela, en aquesta pel·lícula Favio, amb una història mínima, descriu el món d'éssers encara més petits i l'apatia pobletana. Ascètica, un títol de prestigi per al seu autor, amb bones actuacions, i una Graciela Borges desconeguda.
La crònica de la revista Gente va expressar: "Un cinema estrany (...) realisme màgic d'un món ingenu amb una anècdota brutalment simple, però d'una audàcia increïble en el tractament del muntatge i en la direcció d'actors".
Per la seva part al diari La Prensa el crític de cinema va escriure: "En aquest film estrany i fascinant (...) Favio defineix amb claredat molt major que en les seves obres anteriors els ressorts essencials del seu art (...) aconsegueix imposar amb notable equilibri i soltesa el seu món poètic (...)El film impressiona sobretot per una certa poètica de la immobilitat, la descripció d'una forma de vida estranyament suspesa i congelada en la qual fan irrupció la bogeria, el grotesc i el sinistre.”